# Columbia (Nueva York)
Columbia es un pueblo localizado en el condado de Herkimer. En el censo de 2000, el pueblo tenía una población de 1,630 (de 1,587 en 1990). El Pueblo de Columbia se encuentra localizado en el sur del condado y al sureste de Utica.

## Geografía
Según la Oficina del Censo, el condado tiene un área total de 90,7 km² (35,0 mi²), de la cual 90,6 km² (35,0 mi²) es tierra y 0,1 km² (0 mi²) es agua.

## Demografía
En el 2000 la renta per cápita promedia del condado era de $36,758, y el ingreso promedio para una familia era de $43,864. En 2000 los hombres tenían un ingreso per cápita de $30,605 versus $22,031 para las mujeres. El ingreso per cápita para el condado era de $15,591. Alrededor del 14.5% de la población estaba bajo el umbral de pobreza nacional.